# Джунхо
Ли Джунхо (кор. 이준호?, 李俊昊?, англ. Lee Junho; род. 25 января 1990) — южнокорейский певец и композитор, танцор и актёр, более известен мононимно как Джунхо. Является участником хип-хоп-группы «2PM».

## Предебют
Первый раз Джунхо появился перед публикой в 2006 году на Superstar Survival. В шоу принимали участие 10 подростков-соперников, каждую неделю отсеивали по одному человеку и в конце-концов осталось только трое. Шоу было подобно Survivor. После победы над 6,500 участников, Джунхо подписал контракт с JYP Entertainment. Будущие участники 2PM Тэкен и Чансон тоже соревновались.

## Музыкальная карьера
В 2008 году он принял участие в «Hot Blood Men» канала Mnet, где 13 человек тренировались для вступления в бойз бэнд «Оne day». Эта группа делится на две части, 2AM и 2PM. Джунхо присоединился последним.
В 2012 Джунхо начал сотрудничество с актрисой Ким Соын на Music and Lyrics канала MBC для песни «Sad Love», слова которой были написаны актрисой, а мелодия придумана Джунхо. Он также сотрудничал с Ванессой Ву, чтобы записать песню «Undefeated» для тайваньской дорамы Ti Amo Chocolate, а также спродюсировал песню «Forever» для группового японского сингла «Masquerade». В 2013 году Джунхо участвовал в качестве композитора для дебюта Чан Уёна в EP 23 с песней «Be With You».
В июле 2013 Джунхо выпустил свой сольный мини-альбом Kimi no Koe. Омонимичная версия песни была выпущена 8 июля, и на следующий день Джунхо начал свой первый соло-тур, который закончился 29 августа в Токио. 9 июля 2014 года Джунхо выпустил свой второй японский соло-альбом Feel, для всех треков он собственноручно писал текст и мелодию. С 3 июля по 13 августа Джунхо организовывает свой второй тур по Японии. 15 июля 2015 года он выпускает свой 3 японский альбом под названием «SO GOOD», с которым он выступал в Японии с 7 июля по 5 августа.

## Фильмография

### Фильмы
| Год  | Название                   | Роль                         | Заметки |
| ---- | -------------------------- | ---------------------------- | --- |
| 2011 | «Белый: Мелодия Проклятия» | Гость Музыкальной Лихорадки  | Камео |
| 2013 | «Холодные глаза»           | Детектив Тарамджви («Белка») | Ведущая роль: Номинирован на Buil Film Awards как Лучший Начинающий Актер                                                           |
| 2015 | «Воспоминания меченосцев»  | Юль                          | Ведущая Роль |
| 2015 | «Двадцать»                 | Дон У                        | Ведущая Роль: Номинирован на Baeksang Arts Awards как Самый Популярный Актер Номинирован на Grand Bell Awards на Популярную Награду |
| 2019 | «Холостяк кибана»          | Хо Сэк                       | Ведущая роль |

### Дорамы
| Год  | Название                 | Роль       | Канал | Заметки             |
| ---- | ------------------------ | ---------- | ----- | ------------------- |
| 2016 | «Память»                 | Чон Джин   | tvN   | Второстепенная Роль |
| 2016 | Бесконечно Любящий       | с И Юби    | KBS2  | Камео, эпизод 4     |
| 2017 | Шеф Ким                  | Со Юль     | KBS2  | Главная Роль        |
| 2017 | Только между влюбленными | И Канду    | JTBC  | Главная Роль        |
| 2018 | Вок любви/Лапша любви    | Со Пун     | SBS   | Главная роль        |
| 2019 | Признание                | Чхве Дохён | tvN   | Главная роль        |
| 2021 | Красный манжет рукава    | Ли Сан     | MBS   | Главная роль        |
| 2023 | Король земли             | Гу Вон     |       | Главная роль        |

### Развлекательные шоу
| Год  | Название                | Канал | Эпизод | Выпуск     | Выпуск      |
| Год  | Название                | Канал | Эпизод | Первый     | Следующий   |
| ---- | ----------------------- | ----- | ------ | ---------- | ----------- |
| 2006 | «Выживание Суперзвезд»  | SBS   | TBA    | TBA        | TBA         |
| 2008 | «Горячая Кровь»         | Mnet  | 10     | 10 октября | 8 ноября    |
| 2008 | «Армия Айдолов» 3 сезон | MBC   | 17     | 4 декабря  | 26 марта    |
| 2009 | «Дикий Кролик»          | Mnet  | 7      | 21 июля    | 21 августа  |
| 2011 | «2PM Show!»             | SBS   | 12     | 9 июля     | 24 сентября |
| 2013 | «Песня Для Тебя от 2PM» | KBS2  | 15     | 17 февраля | 24 мая      |
| 2015 | «Oven Radio»            | 1theK | 5      | 14 июня    | 18 июня     |
| 2016 | «Будущий Дневник»       | MBC   | 1      | 24 ноября  | 24 ноября   |

## Награды и номинации
| Год  | Награда                  | Категория               | Результат   |
| ---- | ------------------------ | ----------------------- | ----------- |
| 2013 | World Music Awards       | Лучший Мужчина Артист   | Номинирован |
| 2014 | World Music Awards       | Лучший Мужчина Артист   | Номинация   |
| 2014 | World Music Awards       | Лучший Конферансье      | Номинация   |
| 2016 | Japan Golden Disk Awards | Лучший Альбом «SO GOOD» | Победа      |
| 2022 | Пэксан                   | Лучшая мужская роль     | Победа      |

## Дискография

### Композиции
| Дата Выпуска     | Альбом                            | Артист         | Название |
| ---------------- | --------------------------------- | -------------- | --- |
| 20 июня 2011     | Hands Up                          | 2PM            | - Give It To Me |
| 14 марта 2012    | 2PM Best: 2008–2011 in Korea      | Чунхо и Уен    | - Move On |
| 31 марта 2012    | Feast of the Gods OST             | И ДЖун         | - Sad Love |
| 8 июля 2012      | 23, Male, Single                  | Уен            | - Be With You |
| 6 июня 2012      | Beautiful                         | 2PM            | - 君がいれば |
| 14 ноября 2012   | Masquerade                        | 2PM            | - Forever |
| 13 февраля 2013  | Legend of 2PM                     | Чунхо          | - Say Yes |
| 6 мая 2013       | Grown                             | 2PM            | - Back To Square One - Go Back - Love Song                                                                               |
| 6 мая 2013       | Grown (Grand Edition only)        | 2PM            | - I’m In Love - Just A Feeling                                                                                           |
| 24 июля 2013     | Kimi no Koe                       | Чунхо          | - キミの声 - Like a Star - Goodbye - 目を闭じて - I Love You - Heartbreaker                                              |
| 29 января 2014   | Genesis of 2PM                    | 2PM            | - I Want You |
| 29 января 2014   | Genesis of 2PM                    | Чунхо          | - Hey You |
| 9 июля 2014      | FEEL                              | Чунхо          | - FEEL - ずっと - 行かないで ~No No No~ - Next to you - Can’t let you go - Turn it up - You & Me                         |
| 15 сентября 2014 | Go Crazy!                         | Чунхо и Никкун | - Love is True |
| 28 января 2015   | Guilty Love                       | 2PM            | - 365 |
| 15 апреля 2015   | 2PM of 2PM                        | 2PM            | - Everybody - Burning Love                                                                                               |
| 15 апреля 2015   | 2PM of 2PM                        | Чунхо          | - Crush |
| 19 июня 2015     | No. 5                             | 2PM            | - Nobody Else |
| 15 июля 2015     | SO GOOD                           | Чунхо          | - So Good - Fire - Pressure - Insane - The Last Night - Don’t Tease Me - Good Life - Believe                             |
| 28 ноября 2015   | Higher                            | 2PM            | - 誓いのクリスマス |
| 28 ноября 2015   | Higher                            | Чунхо          | - So Many Girls |
| 5 января 2016    | Galaxy Of 2PM                     | 2PM            | - 一緒に過ごした時間 |
| 27 апреля 2016   | Galaxy Of 2PM                     | 2PM            | - Set Me Free |
| 27 апреля 2016   | Galaxy Of 2PM                     | Чунхо и Чансон | - Versus |
| 20 июля 2016     | DSMN                              | Чунхо          | - HYPER (feat. Jun. K) - DSMN - 毒 (On your mind) - Yes - Run to you - 最後に - Instant love - Roller coaster - Insomnia |
| 26 октября 2016  | Promise (I’ll be) -Japanese ver.- | 2PM            | - WOW |

### Корейский Альбом
| Название | Детали Альбома                                                                        | Продажи  |
| -------- | ------------------------------------------------------------------------------------- | -------- |
| ONE      | - Выпущен: 14 сентября 2015 - Лейбл: JYP Entertainment - Формат: CD, Digital download | - 11,783 |

### Японский Альбом
| Название    | Детали Альбома                                                               | Продажи   |
| ----------- | ---------------------------------------------------------------------------- | --------- |
| Kimi no Koe | - Выпущен: 24 июля 2013 - Лейбл: Ariola Japan - Формат: CD, Digital download | - 67,064+ |
| FEEL        | - Выпущен: 9 июля 2014 - Лейбл: Epic - Формат: CD, Digital download          | - 57,666+ |
| SO GOOD     | - Выпущен: 15 июля 2015 - Лейбл: Epic - Формат: CD, Digital download         | - 52,705+ |
| DSMN        | - Выпущен: 20 июля 2016 - Лейбл: Epic - Формат: CD, Digital download         | - 48,644  |

### Саундтреки
| Год  | Название Песни                                    | Альбом                      |
| ---- | ------------------------------------------------- | --------------------------- |
| 2012 | «Undefeated» (with Vanness Wu)                    | Ti Amo Chocolate OST        |
| 2013 | «My Way to You» (with Taecyeon)                   | 7th Grade Civil Servant OST |
| 2013 | «I’m In Love»                                     | Cold Eyes OST               |
| 2014 | «You’re The Right One (你是对的人)» (with Qi Wei) | Love Is Back OST            |
| 2015 | «Cupid’s Arrow» (with Lee Yu-bi)                  | Twenty OST                  |
| 2015 | «The signs of LOVE»                               | 私とドリカム2               |
| 2015 | «M8» (with M.Joon)                                | M8                          |